# Tomares (genre)
Pour les articles homonymes, voir Tomares.
Genre
Tomares est un genre paléarctique de lépidoptères (papillons) de la famille des Lycaenidae et de la sous-famille des Theclinae.

## Systématique
Le genre Tomares a été décrit par l'entomologiste français Pierre Rambur en 1840.
Son espèce type est Papilio ballus Fabricius, 1787.

## Liste des espèces et distribution géographique
Le genre Tomares comporte 8 espèces, sur une aire s'étendant du Maroc à l'Asie centrale :
- Tomares ballus (Fabricius, 1787) — le Faux-cuivré smaragdin — en Provence, dans la péninsule Ibérique et en Afrique du Nord.
- Tomares nogelii (Herrich-Schäffer, [1851]) — le Faux-cuivré de l'astragale — en Roumanie, en Ukraine, en Turquie, en Arménie et au Levant.
- Tomares callimachus (Eversmann, 1848) — en Anatolie, en Iran, en Irak, dans le Caucase et en Crimée.
- Tomares desinens Nekrutenko & Effendi, 1980 — en Azerbaïdjan.
- Tomares romanovi (Christoph, 1882) — de la Turquie à l'Iran.
- Tomares telemachus Zhdanko, 2000 — au Kopet-Dag.
- Tomares fedtschenkoi (Erschoff, 1874) — en Asie centrale.
- Tomares mauretanicus (Lucas, 1849) — le Faux-cuivré du sainfoin — au Maghreb.

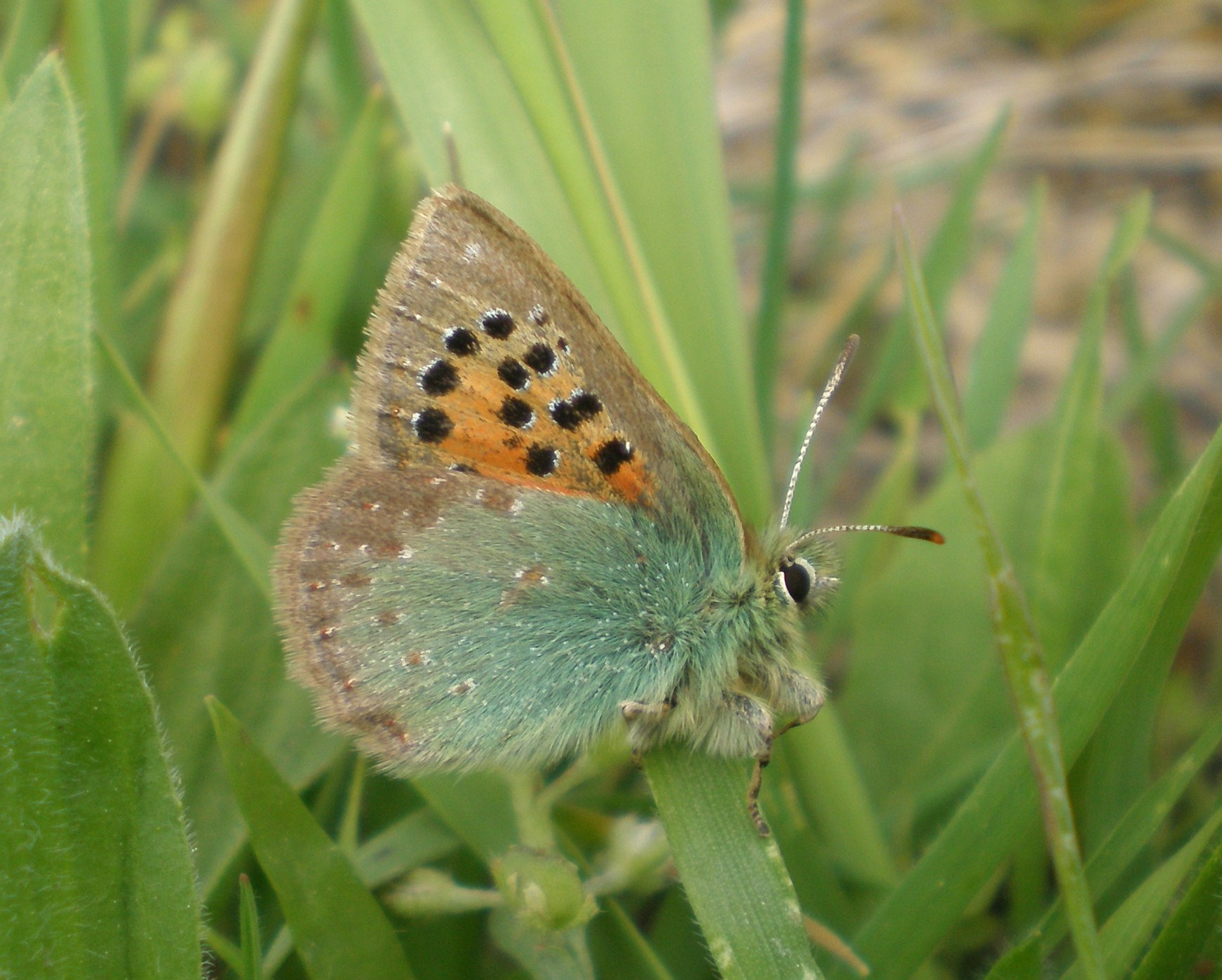
Tomares ballus
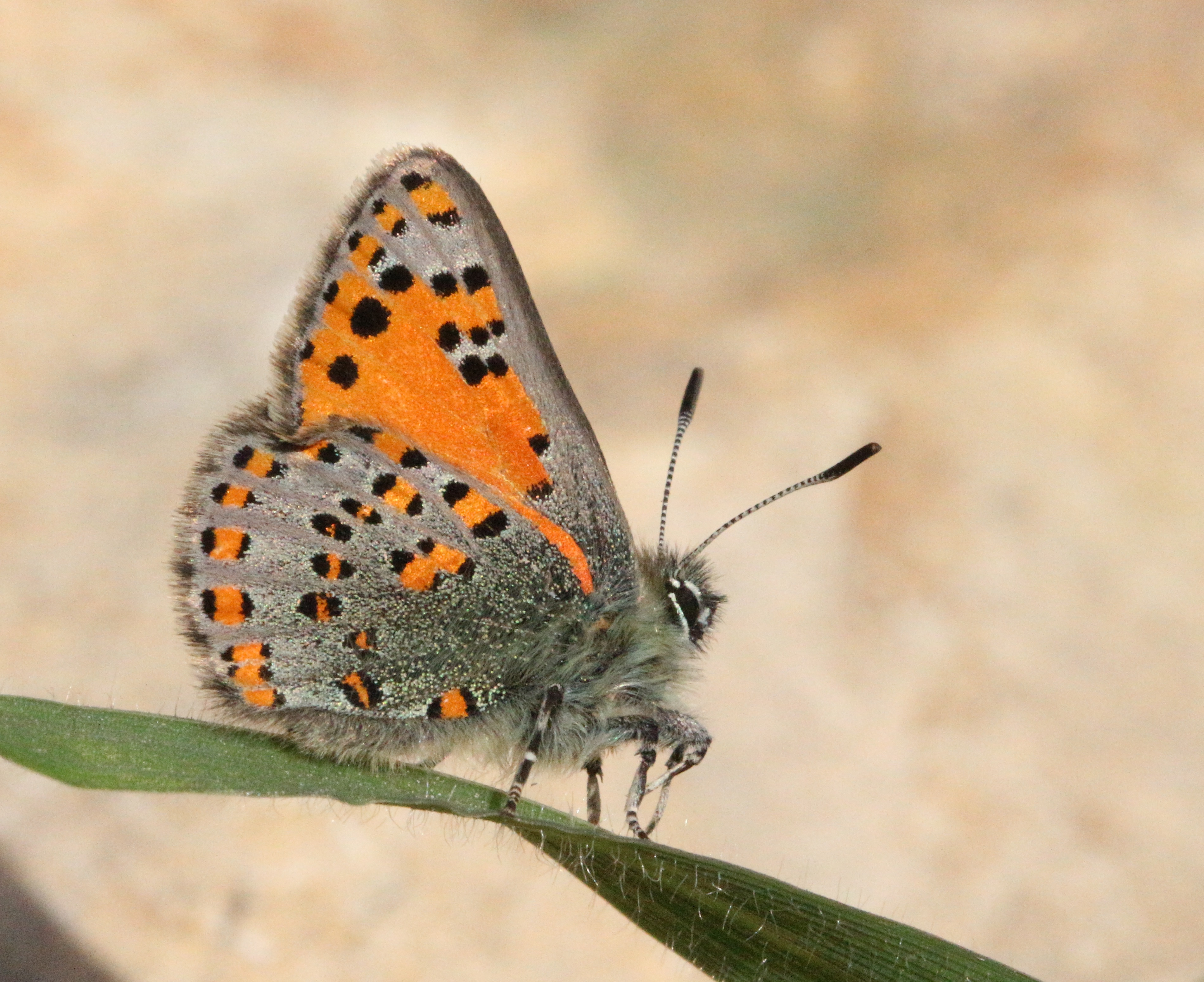
Tomares nogelii nesimachus
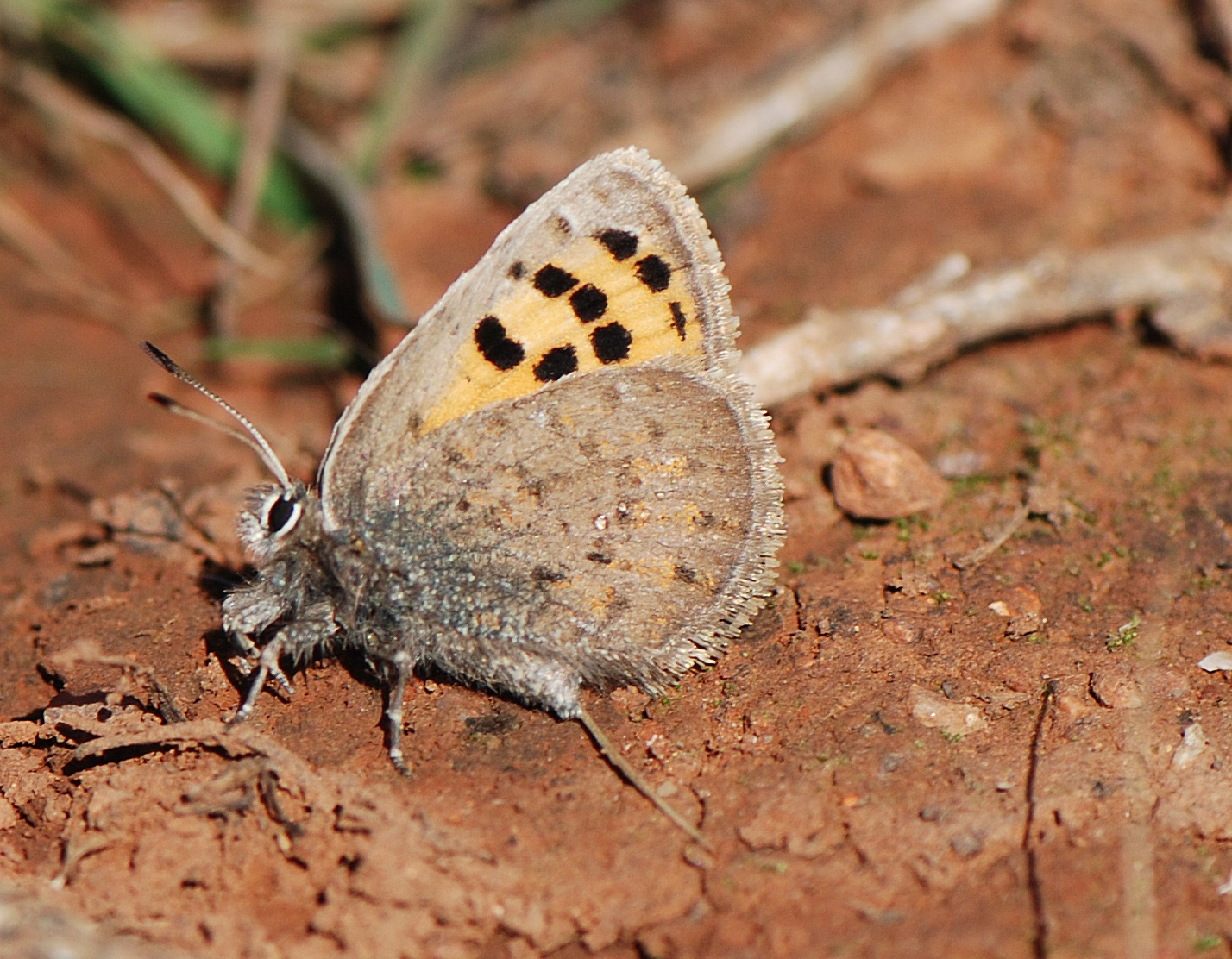
Tomares mauretanicus